# Montespertoli
Montespertoli là một đô thị ở tỉnh Firenze trong vùng Toscana, tọa lạc khoảng 20 km về phía tây nam của Florence. Tại thời điểm ngày 31 tháng 12 năm 2004, đô thị này có dân số 12.195 người và diện tích là 125 km².
Đô thị Montespertoli có các frazioni (các đơn vị cấp dưới, chủ yếu là các làng) Montagnana, Baccaiano, Martignana, Ortimino, Montegufoni, San Quirico, Lucardo, San Pancrazio, và Anselmo.
Montespertoli giáp các đô thị sau: Barberino Val d'Elsa, Castelfiorentino, Certaldo, Empoli, Lastra a Signa, Montelupo Fiorentino, San Casciano in Val di Pesa, Scandicci, Tavarnelle Val di Pesa.